# 熊本県道52号小川泉線
熊本県道52号小川泉線（くまもとけんどう52ごう おがわいずみせん）は、熊本県宇城市から八代市に至る県道（主要地方道）である。

## 概要
一部区間を除いて離合が困難な道路である。また、宇城市小川町南海東から八代市泉町下岳（国道443号交点）にかけての区間は未開通となっている。

### 路線データ
- 起点：熊本県宇城市小川町東小川（熊本県道32号小川嘉島線交点）
- 終点：熊本県八代市泉町椎原（国道445号交点）

## 歴史
- 1993年（平成5年）5月11日 - 建設省から、県道椎原河合場線・県道樅木小川線の一部が小川泉線として主要地方道に指定される[1]。
- 1994年（平成6年） - 県道の路線認定。
- 2025年（令和7年）8月11日 - 集中豪雨により八代市泉町地内で路盤が流出。乗用車2台が転落、2人負傷[2]。同月8月14日に仮復旧[3]。

## 地理

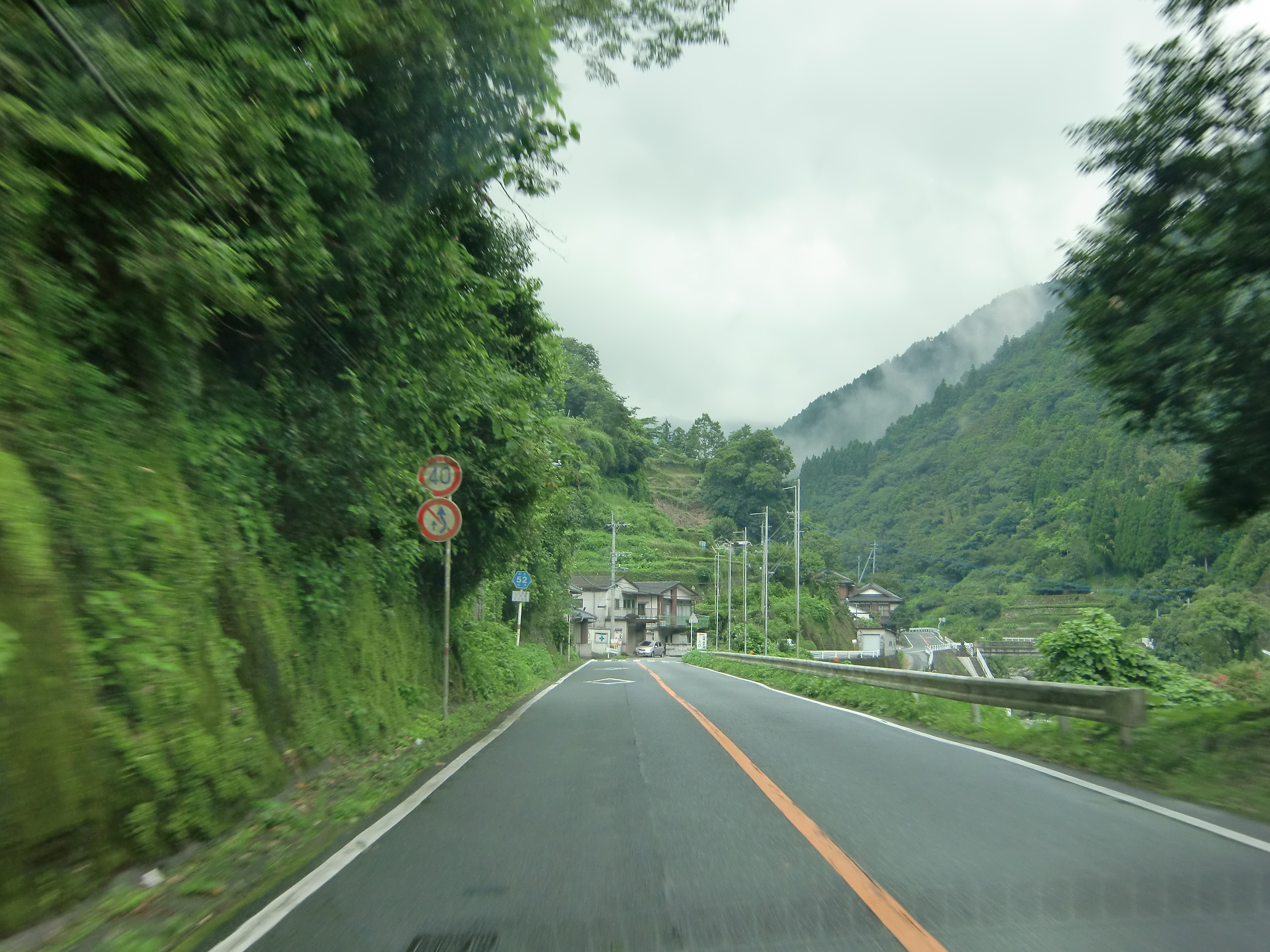
熊本県八代市泉町白岩戸付近

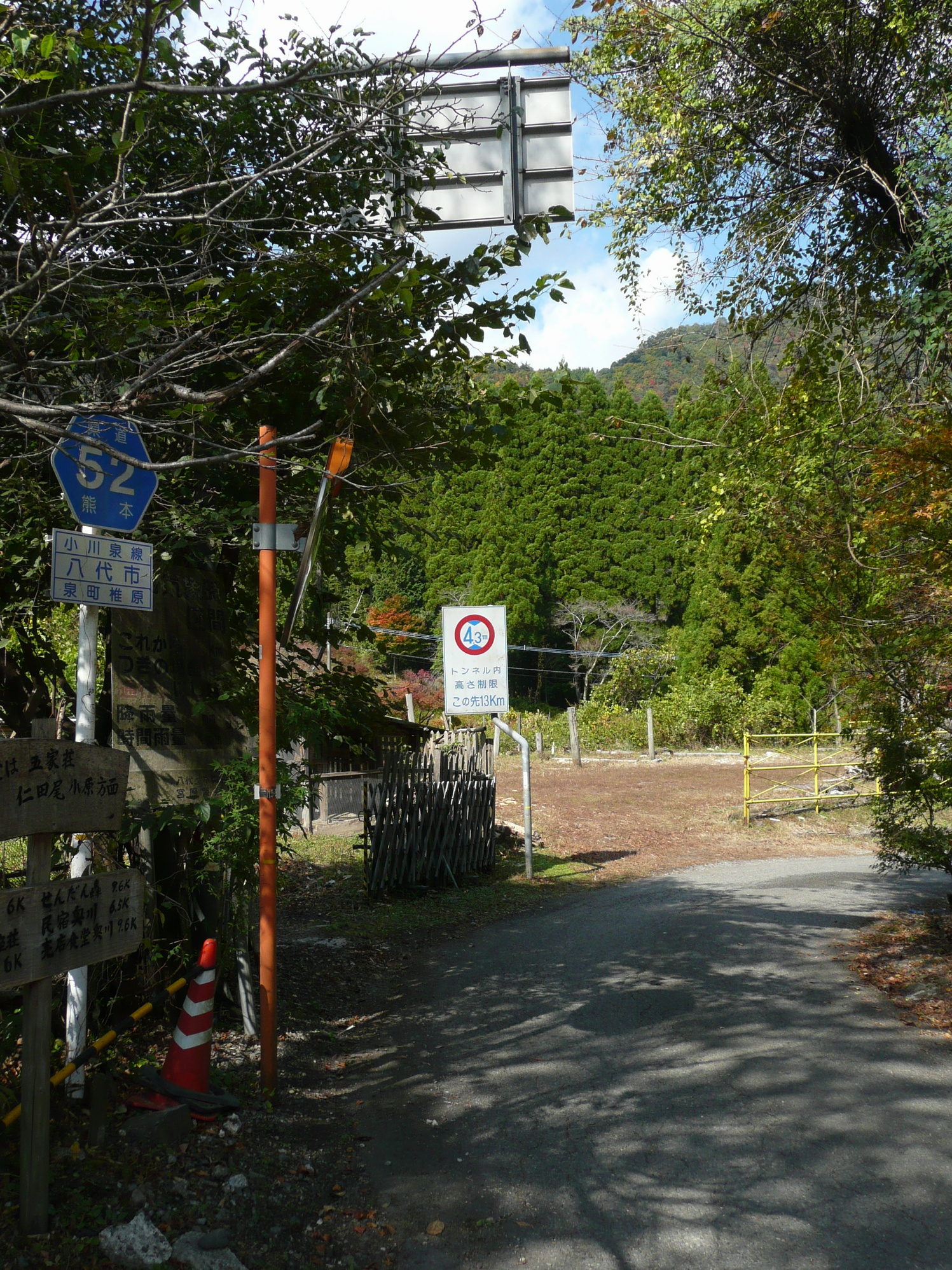
終点（八代市泉町椎原）

### 通過する自治体
- 宇城市
- 八代市

### 交差する道路
| 交差する道路              | 市町村名 | 交差する場所 | 交差する場所 |
| ------------------------- | -------- | ------------ | ------------ |
| 熊本県道32号小川嘉島線    | 宇城市   | 小川町東小川 | 起点         |
| 未供用区間                |          |              |              |
| 国道443号                 | 八代市   | 泉町下岳     |              |
| 熊本県道247号久連子落合線 | 八代市   | 泉町柿迫     |              |
| 熊本県道159号樅木河合場線 | 八代市   | 泉町柿迫     |              |
| 国道445号                 | 八代市   | 泉町椎原     | 終点         |

### 沿線
- ワールドカントリー倶楽部 熊本コース
- 八代市役所 泉支所
- 栴檀轟の滝（日本の滝100選）
- 氷川（氷川ダム）
- 保口岳（1,281 m）